# 鈍頭紅點鮭
鈍頭紅點鮭為輻鰭魚綱鮭形目鮭科的其中一種，為溫帶淡水魚，分布於歐洲愛爾蘭Leane及Muckross湖流域，體長可達18公分，棲息在底中層水域，生活習性不明，因湖泊優養化而瀕臨滅絕。

## 擴展閱讀
維基物種上的相關：鈍頭紅點鮭